# Western & Southern Open 2013
Das Western & Southern Open 2013 ist der Name eines Tennisturniers der WTA Tour 2013 für Damen sowie eines Tennisturniers der ATP World Tour 2013 für Herren, welche zeitgleich vom 11. bis zum 18. August 2013 in Mason, Ohio bei Cincinnati stattfanden.

## Herrenturnier
→ Qualifikation: Western & Southern Open 2013/Herren/Qualifikation

## Damenturnier
→ Qualifikation: Western & Southern Open 2013/Damen/Qualifikation